# Jang Jeong
Dans ce nom coréen, le nom de famille, Jang, précède le nom personnel.
Jang Jeong, née le 11 juin 1980 à Daejon, est une golfeuse sud-coréenne

## Biographie
Qualifiée pour pouvoir rejoindre le circuit de la LPGA dès sa première tentative en 2003, elle réussit sa première saison, sa meilleure performance étant une deuxième place. En 2004, elle grimpe à la douzième place du classement de la « money list » grâce à 9 tournois terminés dans les dix premières.
En 2005, elle remporte son premier tournoi sur le circuit LPGA. Cette victoire s'effectue de surcroit lors d'un Majeurs avec le British Open.
En 2006, elle occupe pour la première fois une place dans les dix premières de la money list puis elle remporte un deuxième tournoi en LPGA.

## Palmarès

### Majeurs
- British Open féminin de golf 2005

### LPGA
- 2005 : British Open féminin de golf
- 2006 : Wegmans LPGA